# Isle of Man TT 1961
De Isle of Man TT 1961 was de vierde Grand Prix van het wereldkampioenschap wegrace-seizoen 1961. De races werden verreden van 12 tot en met 16 juni op het eiland Man. Alle klassen kwamen aan de start.

## Algemeen
MV Agusta, grossier in overwinningen, won tijdens deze TT geen enkele race. De enige fabriekscoureur Gary Hocking was officieel privérijder geworden en de machines waren omgedoopt tot "MV Privat". De TT werd overschaduwd door het overlijden van drie coureurs: Michael Brookes tijdens de trainingen, Ralph Rensen tijdens de Senior TT en Marie Lambert tijdens de Sidecar TT.

### Records
De "ton"
De Britten hadden lang geaasd op het bereiken van de "Ton", een gemiddelde snelheid van meer dan 100 mijl per uur. In 1955 leek het zover te zijn: Geoff Duke werd geklokt met meer dan 100 mph gemiddeld, maar die tijd werd gecorrigeerd naar 99,97 mph. Het publiek protesteerde hiertegen, waarna de hele Mountain Course werd nagemeten en toen werd het alleen maar erger: 97,93 mph. In 1957 reed Bob McIntyre de ton met een viercilinder Gilera 500 4C. In dit jaar reed Mike Hailwood 100,61 mph met een Norton Manx en daar wist men ook een record van te maken: de eerste ton met een eencilinder.
Drie race overwinningen in een week
Mike Hailwood werd de eerste coureur in de geschiedenis die drie races in één week won: de Lightweight 125 cc TT, de Lightweight 250 cc TT en de Senior TT.
Eerste vrouwelijke slachtoffer
Marie Lambert vestigde een wat macaber record: zij was het eerste vrouwelijke slachtoffer van een ongeval tijdens de Isle of Man TT. Ze was niet het laatste: in de TT van 1999 verongelukte de Nederlandse Bernadette Bosman.

### Japanse inbreng
De inbreng van de Japanse merken was in de TT van Man van 1959 begonnen met een tamelijk groot team van Honda. Tijdens de TT van Man van 1960 werd dat team nog uitgebreid met "westerse" rijders als Bob Brown en Tom Phillis, maar toen verscheen ook Colleda (het latere Suzuki) met uitsluitend Japanse rijders. In dit jaar verscheen Honda met een nog veel groter team, aangevuld met Jim Redman en Luigi Taveri. Bovendien hadden Mike Hailwood en Bob McIntyre fabrieksmachines gehuurd. Suzuki verzekerde zich van de steun van Hugh Anderson, Alistair King en Paddy Driver. Yamaha debuteerde met uitsluitend Japanse rijders. Zo kwamen er tamelijk veel Japanse machines aan de start: zes 125cc-Honda 2RC 143's, zes 250cc-Honda RC 162's, drie 125cc-Suzuki RT 61's, zes 250cc-Suzuki RV 61's, vier 125cc-Yamaha RA 41's en twee 250cc-Yamaha RD 48's.

## Senior TT
Vrijdag 16 juni, 6 ronden (364 km)
Ook in de Senior TT nam Gary Hocking meteen de leiding. Aan het einde van de derde ronde moest hij echter een lange pitstop maken omdat zijn gashendel problemen gaf. Hij kwam terug in de race op de vijfde plaats. Aan het einde van de vijfde ronde moest hij stoppen omdat het gas nu open bleef staan. Mike Hailwood won met bijna twee minuten voorsprong op Bob McIntyre en reed de eerste ronde boven de 100 mijl per uur met een eencilinder (Norton 30M). Tom Phillis reed de nieuwe tweecilinder Norton Domiracer naar de derde plaats. Tijdens deze race verongelukte Ralph Rensen bij Drinkwater's Bend.
| Pos | Coureur          | Merk      | Tijd      | Punten |
| --- | ---------------- | --------- | --------- | ------ |
| 1   | Mike Hailwood    | Norton    | 2:15"02'0 | 8      |
| 2   | Bob McIntyre     | Norton    | 2:16"56'4 | 6      |
| 3   | Tom Phillis      | Norton    | 2:17"31'2 | 4      |
| 4   | Alistair King    | Norton    | 2:19"17'6 | 3      |
| 5   | Ron Langston     | Matchless | 2:20"01'2 | 2      |
| 6   | Tony Godfrey     | Norton    | 2:20"18'0 | 1      |
| 7   | Roy Ingram       | Norton    | 2:20"20'2 |        |
| 8   | Peter Pawson     | Matchless | 2:20"41'2 |        |
| 9   | Ellis Boyce      | Norton    | 2:20"56'2 |        |
| 10  | Fred Stevens     | Norton    | 2:20"57'0 |        |
| 11  | Jack Bullock     | Norton    | 2:23"22'2 |        |
| 12  | Ron Miles        | Norton    | 2:23"25'0 |        |
| 13  | Tom Thorp        | Norton    | 2:23"33'4 |        |
| 14  | Mike Duff        | Matchless | 2:24"30'4 |        |
| 15  | Brian Setchell   | Norton    | 2:25"16'4 |        |
| 16  | Derek Powell     | Matchless | 2:26"32'2 |        |
| 17  | Bill Smith       | Matchless | 2:26"37'4 |        |
| 18  | Bert Schneider   | Norton    | 2:27"12'8 |        |
| 19  | George Catlin    | Matchless | 2:27"49'2 |        |
| 20  | Peter Chatterton | Norton    | 2:27"52'6 |        |
| 27  | Arthur Wheeler   | Matchless | 2:32"11'6 |        |
| 30  | Derek Minter     | Norton    | 2:38"32'4 |        |
| 38  | John Farnsworth  | Matchless | 2:35"08'0 |        |
| 44  | Fritz Messerli   | Matchless | 2:41"25'0 |        |

| Coureur         | Merk   | Oorzaak   |
| --------------- | ------ | --------- |
| Michael Brookes | Norton | Overleden |

| Coureur          | Merk      | Oorzaak |
| ---------------- | --------- | ------- |
| Gyula Marsovszky | Norton    |         |
| Roland Föll      | Matchless |         |
| Dan Shorey       | Norton    |         |
| Phil Read        | Norton    |         |
| Ralph Rensen     | Norton    | Val (†) |
| Tommy Robb       | Matchless |         |
| Gilberto Milani  | Norton    |         |
| Hugh Anderson    | Norton    |         |
| Gary Hocking     | MV Privat |         |
| Paddy Driver     | Norton    |         |

| Coureur              | Merk      | Oorzaak  |
| -------------------- | --------- | -------- |
| Eduardo Salatino     | Norton    |          |
| Jorge Kissling       | Matchless |          |
| Juan Carlos Salatino | Norton    |          |
| Juan Perkins         | Norton    |          |
| Jack Findlay         | Norton    | Blessure |
| Frank Perris         | Norton    |          |
| Ernst Hiller         | BMW       |          |
| Hans-Günter Jäger    | BMW       |          |
| Lothar John          | BMW       |          |
| Anssi Resko          | Norton    |          |
| Antoine Paba         | Norton    |          |
| Alberto Pagani       | Norton    |          |
| Horacio Costa        | Norton    |          |

### Top tien tussenstand 500cc-klasse
| Pos | Coureur           | Merk                  | Ptn |
| --- | ----------------- | --------------------- | --- |
| 1   | Mike Hailwood     | Norton                | 17  |
| 2   | Gary Hocking      | MV Agusta / MV Privat | 16  |
| 3   | Bob McIntyre      | Norton                | 6   |
| 3   | Frank Perris      | Norton                | 6   |
| 5   | Hans-Günter Jäger | BMW                   | 4   |
| 5   | Antoine Paba      | Norton                | 4   |
| 5   | Tom Phillis       | Norton                | 4   |
| 8   | Alistair King     | Norton                | 3   |
| 8   | Gyula Marsovszky  | Norton                | 3   |
| 10  | Ernst Hiller      | BMW                   | 2   |
| 10  | Ron Langston      | Matchless             | 2   |
| 10  | Fritz Messerli    | Matchless             | 2   |

## Junior TT
Woensdag 14 juni, 7 ronden, 425 km
Gary Hocking nam in de Junior TT meteen de leiding voor Mike Hailwood, die voor de gelegenheid een AJS 7R reed. Hailwood was toen nog in gevecht met de debuterende Phil Read (Norton). Hocking reed een ronderecord van 99,8 mijl per uur en na twee ronden had hij al een minuut voorsprong. Daarna verloor hij snelheid en hij moest een lange pitstop maken, waardoor Hailwood aan de leiding kwam. Read drong echter aan en dwong Hocking naar de derde plaats. Hailwood leek onbereikbaar, maar 20 kilometer voor de finish viel hij stil door een gebroken zuigerpen. Zo won Read de race voor Hocking en Norton-rijder Ralph Rensen, die zijn beste race ooit reed.
| Pos | Coureur           | Merk       | Tijd      | Punten |
| --- | ----------------- | ---------- | --------- | ------ |
| 1   | Phil Read         | Norton     | 2:22"50'0 | 8      |
| 2   | Gary Hocking      | MV Privat  | 2:24"07'8 | 6      |
| 3   | Ralph Rensen      | Norton     | 2:25"03'0 | 4      |
| 4   | Derek Minter      | Norton     | 2:25"16'8 | 3      |
| 5   | František Šťastný | Jawa       | 2:25"50'2 | 2      |
| 6   | Roy Ingram        | Norton     | 2:26"07'0 | 1      |
| 7   | Hugh Anderson     | AJS        | 2:26"11'4 |        |
| 8   | Ellis Boyce       | AJS        | 2:27"07'6 |        |
| 9   | Fred Stevens      | Norton     | 2:29"09'6 |        |
| 10  | Paddy Driver      | Norton     | 2:29"15'6 |        |
| 11  | Michael O'Rourke  | Norton     | 2:29"37'8 |        |
| 12  | Jack Bullock      | Norton     | 2:30"02'6 |        |
| 13  | Ron Miles         | Norton     | 2:30"45'4 |        |
| 14  | Derek Powell      | AJS        | 2:30"51'6 |        |
| 15  | Mike Duff         | AJS        | 2:30"59'6 |        |
| 16  | George Catlin     | AJS        | 2:31"20'8 |        |
| 17  | Percy Tait        | Norton     | 2:31"27'4 |        |
| 18  | Vernon Cottle     | Norton     | 2:31"34'4 |        |
| 19  | Bert Schneider    | Norton     | 2:31"43'4 |        |
| 20  | R. Rowe           | Norton     | 2:32"00'0 |        |
| 25  | Gilberto Milani   | Norton     | 2:33"48'0 |        |
| 27  | Gustav Havel      | Jawa       | 2:34"29'0 |        |
| 38  | Tommy Robb        | AJS        | 2:39"28'4 |        |
| 39  | Arthur Wheeler    | Moto Guzzi | 2:40"28'6 |        |

| Coureur         | Merk    | Oorzaak |
| --------------- | ------- | ------- |
| Rudi Thalhammer | Norton  |         |
| Alan Shepherd   | AJS     |         |
| Alistair King   | Bianchi |         |
| Bill Smith      | AJS     |         |
| Bob McIntyre    | Bianchi |         |
| Mike Hailwood   | AJS     |         |
| Ron Langston    | AJS     |         |
| Tom Phillis     | Norton  |         |

| Coureur           | Merk    | Oorzaak |
| ----------------- | ------- | ------- |
| Frank Perris      | Norton  |         |
| Hans Pesl         | Norton  |         |
| Ernesto Brambilla | Bianchi |         |
| Silvio Grassetti  | Benelli |         |

### Top tien tussenstand 350cc-klasse
| Pos | Coureur           | Merk                  | Ptn |
| --- | ----------------- | --------------------- | --- |
| 1   | František Šťastný | Jawa                  | 10  |
| 2   | Phil Read         | Norton                | 8   |
| 3   | Ralph Rensen (†)  | Norton                | 7   |
| 4   | Gustav Havel      | Jawa                  | 6   |
| 4   | Gary Hocking      | MV Agusta / MV Privat | 6   |
| 6   | Rudi Thalhammer   | Norton                | 4   |
| 7   | Derek Minter      | Norton                | 3   |
| 8   | Hans Pesl         | Norton                | 2   |
| 9   | Roy Ingram        | Norton                | 1   |
| 9   | Frank Perris      | Norton                | 1   |

## Lightweight 250 cc TT
Maandag 12 juni, 5 ronden (304 km)
Slechts enkele uren na zijn overwinning in de Lightweight 125 cc TT won Mike Hailwood ook de Lightweight 250 cc TT. Aanvankelijk bood Gary Hocking met de MV Privat 250 Bicilindrica nog tegenstand en Bob McIntyre reed een nieuw ronderecord en leidde met zijn Honda RC 162 bij het ingaan van de laatste ronde met 34 seconden voorsprong op Hailwood. Hij viel echter stil bij Sulby, waardoor de overwinning Hailwood in de schoot werd geworpen. De Honda's waren oppermachtig: zij bezetten de eerste vijf plaatsen. Fumio Ito, die in 1960 nog op een BMW R 50 reed, scoorde het eerste WK-punt voor Yamaha. Suzuki beleefde een deceptie: Hugh Anderson werd slechts tiende achter enkele zeer oude motorfietsen. Arthur Wheeler werd met een Moto Guzzi zevende. Àls hij al de beschikking had over een Moto Guzzi 250 Bialbero was die machine ten minste zeven jaar oud en de NSU Sportmax-productieracers van Dan Shorey en Peter Chatterton waren al twee jaar uit productie.
| Pos | Coureur             | Merk       | Tijd      | Punten |
| --- | ------------------- | ---------- | --------- | ------ |
| 1   | Mike Hailwood       | Honda      | 1:55"03'6 | 8      |
| 2   | Tom Phillis         | Honda      | 1:57"14'2 | 6      |
| 3   | Jim Redman          | Honda      | 2:01"36'2 | 4      |
| 4   | Kunimitsu Takahashi | Honda      | 2"02"43'2 | 3      |
| 5   | Naomi Taniguchi     | Honda      | 2:07"20'0 | 2      |
| 6   | Fumio Ito           | Yamaha     | 2:08"49'0 | 1      |
| 7   | Arthur Wheeler      | Moto Guzzi | 2:12"53'4 |        |
| 8   | Dan Shorey          | NSU        | 2:14"19'4 |        |
| 9   | Peter Chatterton    | NSU        | 2:16"41'0 |        |
| 10  | Hugh Anderson       | Suzuki     | 2:17"10'2 |        |
| 11  | Alan Dugdale        | NSU        | 2:18"13'6 |        |
| 12  | Michio Ichino       | Suzuki     | 2:23"11'2 |        |
| 13  | Fred Stevens        | Honda      | 2:23"40'0 |        |
| 14  | W. Lindsay          | Ducati     | 2:25"30'4 |        |
| 15  | John Kidson         | Norguz     | 2:26"22'0 |        |
| 16  | J. Horne            | Ariel      | 2:27"32'0 |        |
| 17  | Tommy Robb          | GMS        | 2:41"40'0 |        |

| Coureur          | Merk      | Oorzaak |
| ---------------- | --------- | ------- |
| Horst Burkhardt  | NSU       |         |
| Alistair King    | Suzuki    |         |
| Bob McIntyre     | Honda     |         |
| Michael O'Rourke | Ariel     |         |
| Syd Mizen        | REG       |         |
| Alberto Pagani   | Aermacchi |         |
| Gilberto Milani  | Aermacchi |         |
| Mitsuo Itoh      | Suzuki    |         |
| Sadao Masuda     | Suzuki    |         |
| Yoshikazu Sunako | Yamaha    |         |
| Gary Hocking     | MV Privat |         |
| Paddy Driver     | Suzuki    |         |

| Coureur           | Merk    | Oorzaak |
| ----------------- | ------- | ------- |
| Luigi Taveri      | Honda   |         |
| František Šťastný | Jawa    |         |
| Ernst Degner      | MZ      |         |
| Hans Fischer      | MZ      |         |
| Werner Musiol     | MZ      |         |
| Alan Shepherd     | MZ      |         |
| Silvio Grassetti  | Benelli |         |
| Tarquinio Provini | Morini  |         |
| Sadao Shimazaki   | Honda   |         |

### Top tien tussenstand 250cc-klasse
| Pos | Coureur             | Merk                  | Ptn |
| --- | ------------------- | --------------------- | --- |
| 1   | Tom Phillis         | Honda                 | 20  |
| 2   | Kunimitsu Takahashi | Honda                 | 15  |
| 3   | Jim Redman          | Honda                 | 14  |
| 3   | Mike Hailwood       | Mondial / Honda       | 14  |
| 5   | Gary Hocking        | MV Agusta / MV Privat | 8   |
| 6   | Tarquinio Provini   | Morini                | 7   |
| 7   | Silvio Grassetti    | Benelli               | 6   |
| 8   | Ernst Degner        | MZ                    | 3   |
| 8   | Hans Fischer        | MZ                    | 3   |
| 10  | Alan Shepherd       | MZ                    | 2   |
| 10  | Naomi Taniguchi     | Honda                 | 2   |

## Lightweight 125 cc TT
Maandag 12 juni, 3 ronden (182 km)
De Lightweight 125 cc TT opende de raceweek op maandag. In de hele race ging het alleen tussen de Honda-rijders. Luigi Taveri deed zijn uiterste best om Mike Hailwood af te schudden. Die reed op de baan achter hem, maar was later gestart waardoor hij feitelijk aan de leiding reed. Hailwood passeerde Taveri ook op de baan en won de race. Het succes voor Honda was enorm met Tom Phillis als derde, Jim Redman als vierde en Sadao Shimazaki als vijfde. Het laatste punt ging naar Ralph Rensen met een Bultaco.
| Pos | Coureur             | Merk    | Tijd      | Punten |
| --- | ------------------- | ------- | --------- | ------ |
| 1   | Mike Hailwood       | Honda   | 1:16"58'6 | 8      |
| 2   | Luigi Taveri        | Honda   | 1:17"06'0 | 6      |
| 3   | Tom Phillis         | Honda   | 1:17"49'0 | 4      |
| 4   | Jim Redman          | Honda   | 1:20"04'2 | 3      |
| 5   | Sadao Shimazaki     | Honda   | 1:20"06'0 | 2      |
| 6   | Ralph Rensen        | Bultaco | 1:21"35'2 | 1      |
| 7   | Tony Godfrey        | EMC     | 1:21"50'4 |        |
| 8   | Naomi Taniguchi     | Honda   | 1:22"02'8 |        |
| 9   | Dan Shorey          | Bultaco | 1:23"02'4 |        |
| 10  | John Grace          | Bultaco | 1:24"38'4 |        |
| 11  | Fumio Ito           | Yamaha  | 1:27"10'6 |        |
| 12  | Hideo Oishi         | Yamaha  | 1:27"49'2 |        |
| 13  | Arthur Wheeler      | Ducati  | 1:27"56'2 |        |
| 14  | Ricardo Quintanilla | Bultaco | 1:28"12'4 |        |
| 15  | Francisco González  | Bultaco | 1:28"41'6 |        |
| 16  | Alan Dugdale        | Ducati  | 1:29"13'0 |        |
| 17  | Tansharu Noguchi    | Yamaha  | 1:31"18'8 |        |
| 18  | Gary Dickinson      | Ducati  | 1:31"53'0 |        |
| 19  | Tommy Robb          | Bultaco | 1:32"11'2 |        |
| 20  | Dan Wilkinson       | Ducati  | 1:33"40'2 |        |

| Coureur          | Merk    | Oorzaak |
| ---------------- | ------- | ------- |
| Ernst Degner     | MZ      |         |
| Alan Shepherd    | MZ      |         |
| Percy Tait       | Ducati  |         |
| Phil Read        | Bultaco |         |
| Rex Avery        | EMC     |         |
| Michio Ichino    | Suzuki  |         |
| Mitsuo Itoh      | Suzuki  |         |
| Sadao Masuda     | Suzuki  |         |
| Yoshikazu Sunako | Yamaha  |         |

| Coureur             | Merk    | Oorzaak |
| ------------------- | ------- | ------- |
| Héctor Pochettino   | Bultaco |         |
| Hans Fischer        | MZ      |         |
| Walter Brehme       | MZ      |         |
| Werner Musiol       | MZ      |         |
| László Szabó        | MZ      |         |
| Kunimitsu Takahashi | Honda   |         |
| Teisuke Tanaka      | Honda   |         |
| Ulf Svensson        | Ducati  |         |

### Top tien tussenstand 125cc-klasse
| Pos | Coureur             | Merk        | Ptn |
| --- | ------------------- | ----------- | --- |
| 1   | Ernst Degner        | MZ          | 20  |
| 1   | Tom Phillis         | Honda       | 20  |
| 3   | Mike Hailwood       | EMC / Honda | 14  |
| 4   | Jim Redman          | Honda       | 11  |
| 5   | Luigi Taveri        | Honda       | 10  |
| 6   | Alan Shepherd       | MZ          | 6   |
| 7   | Walter Brehme       | MZ          | 4   |
| 8   | Hans Fischer        | MZ          | 3   |
| 9   | John Grace          | Bultaco     | 2   |
| 9   | Kunimitsu Takahashi | Honda       | 2   |
| 9   | Sadao Shimazaki     | Honda       | 2   |

## Sidecar TT
Maandag 12 juni, 4 ronden (243 km)
| Pos | Coureur               | Bakkenist         | Merk      | Tijd      | Punten |
| --- | --------------------- | ----------------- | --------- | --------- | ------ |
| 1   | Max Deubel            | Emil Hörner       | BMW       | 1:17"29'8 | 8      |
| 2   | Fritz Scheidegger     | Horst Burkhardt   | BMW       | 1:18"02'6 | 6      |
| 3   | Pip Harris            | Ray Campbell      | BMW       | 1:19"40'4 | 4      |
| 4   | August Rohsiepe       | Lothar Böttcher   | BMW       | 1:25"19'8 | 3      |
| 5   | Charlie Freeman       | Billie Nelson     | Norton    | 1:26"10'6 | 2      |
| 6   | Colin Seeley          | Wally Rawlings    | Matchless | 1:27"09'8 | 1      |
| 7   | A. Parry              | B. Carter         | Norton    | 1:27"44'6 |        |
| 8   | Eric Pickup           | Jamie Biggs       | BMW       | 1:28"05'0 |        |
| 9   | Owen Greenwood        | Terry Fairbrother | Triumph   | 1:29"18'8 |        |
| 10  | Harold Scholes        | R. Lindsay        | BMW       | 1:29"19'2 |        |
| 11  | Heinz Luthringshauser | Heiner Vester     | BMW       | 1:29"36'8 |        |
| 12  | Eric Vincent          | Ray Harding       | Norton    | 1:30"12'4 |        |
| 13  | Derek Yorke           | G. Mason          | Norton    | 1:30"13'6 |        |
| 14  | Russ Hackman          | A. Roberts        | BSA       | 1:31"26'6 |        |
| 15  | T. Folwell            | M. Garry          | Norton    | 1:31"35'4 |        |
| 16  | Pip Wileman           | G. Cross          | BSA       | 1:35"27'8 |        |
| 17  | T. Padley             | I. McDonald       | Triump    | 1:35"35'4 |        |
| 18  | Bill Boddice          | G. Stokes         | Norton    | 1:36"13'8 |        |
| 19  | Henry Curchod         | Armand Beyeler    | BMW       | 1:39"21'8 |        |

| Coureur        | Bakkenist         | Merk | Oorzaak |
| -------------- | ----------------- | ---- | ------- |
| Claude Lambert | Marie Lambert (†) | BMW  | Ongeval |
| Otto Kölle     | Dieter Hess       | BMW  |         |
| Chris Vincent  | John Thornton     | BSA  |         |

| Coureur           | Bakkenist                          | Merk   | Oorzaak |
| ----------------- | ---------------------------------- | ------ | ------- |
| Edgar Strub       | Kurt Huber                         | BMW    |         |
| Florian Camathias | Hilmar Cecco (†)                   | BMW    | [ 3 ]   |
| Arsenius Butscher | Manfred Ludwigkeit, Alfred Schmidt | BMW    |         |
| Helmut Fath       | Alfred Wohlgemuth (†)              | BMW    | [ 4 ]   |
| Loni Neußner      | Fritz Reitmaier                    | BMW    |         |
| Jo Rogliardo      | Marcel Godillot                    | BMW    |         |
| Jackie Beeton     | Eddie Bulgin                       | Norton |         |

### Top tien tussenstand zijspanklasse
| Pos | Coureur               | Bakkenist                            | Merk   | Ptn |
| --- | --------------------- | ------------------------------------ | ------ | --- |
| 1   | Fritz Scheidegger     | Horst Burkhardt                      | BMW    | 26  |
| 2   | Max Deubel            | Emil Hörner                          | BMW    | 22  |
| 3   | Helmut Fath           | Alfred Wohlgemuth (†)                | BMW    | 8   |
| 3   | Arsenius Butscher     | Manfred Ludwigkeit en Alfred Schmidt | BMW    | 8   |
| 3   | Edgar Strub           | Kurt Huber                           | BMW    | 8   |
| 6   | August Rohsiepe       | Lothar Böttcher                      | BMW    | 7   |
| 7   | Otto Kölle            | Dieter Hess                          | BMW    | 6   |
| 8   | Pip Harris            | Ray Campbell                         | BMW    | 4   |
| 9   | Heinz Luthringshauser | Heiner Vester                        | BMW    | 2   |
| 9   | Charlie Freeman       | Billie Nelson                        | Norton | 2   |

## Trivia

### Voorbereiding tot een vlucht
De teams van Suzuki en MZ resideerden in het Fernleigh hotel in Douglas. Daar zocht MZ-rijder Ernst Degner Suzuki-teammanager Jimmy Matsumiya op, officieel om naar jazzmuziek te luisteren, maar feitelijk om afspraken te maken. Degner had geld nodig om met zijn gezin uit de DDR te vluchten en Matsumiya was uit op kennis van de tweetakttechniek van MZ. Degner maakte gebruik van het feit dat hij van het regime van Walter Ulbricht als voorbestemd wereldkampioen meer vrijheid kreeg dan team- en landgenoten als Hans Fischer, Werner Musiol en Walter Brehme, die ook niet naar het eiland Man waren gestuurd. Dit voorbereidende gesprek leidde uiteindelijk tot de vlucht van Degner met zijn gezin naar het westen. Vlak voor de GP van Zweden slaagde Degners vriend Paul Petry erin het gezin te laten vluchten en Degner zelf vluchtte na die Grand Prix naar Denemarken om uiteindelijk naar Japan te reizen en in dienst van Suzuki te treden.